# České Velenice
České Velenice település Csehországban, a Jindřichův Hradec-i járásban. České Velenice Nová Ves nad Lužnicí, Nové Hrady és Großdietmanns településekkel határos. Lakosainak száma 3667 fő (2024. január 1.).

## Népesség
A település lakosságának változását az alábbi diagram mutatja:
| Lakosok száma | 1026 | 2514 | 4750 | 2705 | 3177 | 3523 | 3460 | 3521 | 3439 | 3667 |
|               | 1869 | 1890 | 1921 | 1950 | 1980 | 2001 | 2017 | 2019 | 2022 | 2024 |